# Douéra

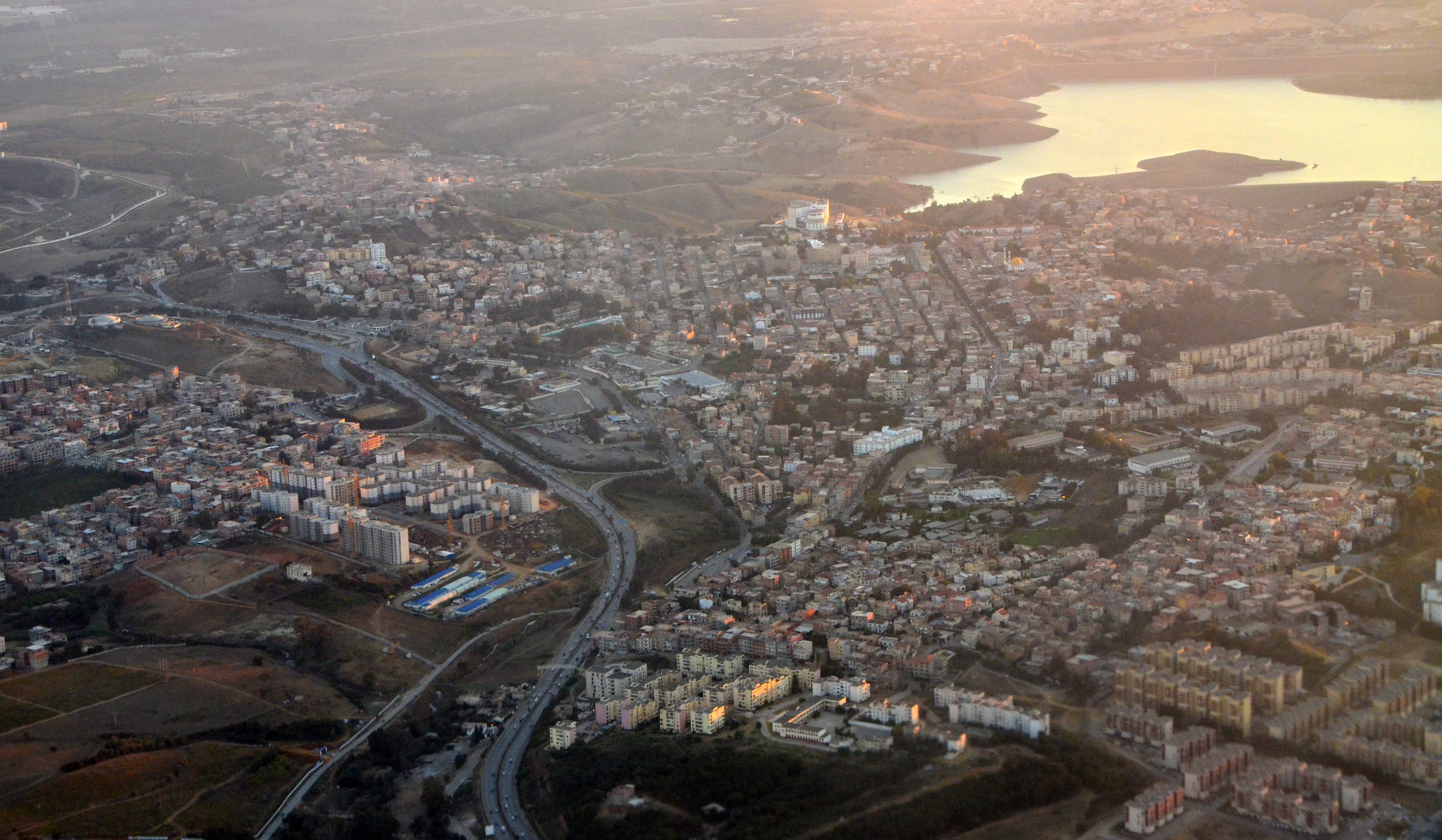
Douéra, Algiers

Douéra (Arabisch: دوير ) is een buitenwijk van de stad Algiers in het noorden van Algerije.

## Geschiedenis
In 1830 werd door het leger van Frans-Algerije een militair kamp met hospitaal gebouwd op de strategisch gelegen locatie van een Ottomaanse observatiepost genaamd Bordj El Hamar. Deze positie bood een uitstekend uitzicht op de vlakte van Mitidja, langs de belangrijke hoofdweg van Algiers naar Blida. Rond het kamp ontstond een ongeplande nederzetting. De landelijke gemeente Douéra werd door het Franse koloniaal bestuur opgericht in 1835. Het dorp was aanvankelijk gepland als een koloniedorp volgens het Guyot-plan, maar het bleef hoofdzakelijk bewoond door Frans militair personeel dat belast was met de bescherming van de koloniedorpen van Mitidja.
Op 30 november 1843 vond er een veldslag plaats in Ouled Mendil tussen Algerijnse troepen en het Franse 13e Infanterieregiment. Douéra werd in 1851 een volwaardige gemeente. Het groeide uit tot een belangrijk militair centrum met twee kazernes en regimenten van het 19e Legerkorps. In 1894 verloor Douéra meer dan een derde van zijn grondgebied aan de nieuwe gemeente Saint-Ferdinand (Souidania). Vanaf 1923 was er een groot militair zendstation In 1962 kwam er een ziekenhuis met 2.000 bedden. In 1984 werd een deel van Douéra afgesplitst ten behoeve van de gemeente Rahmania.
Het in 2024 geopende stadion Ali la Pointe van voetbalclub MC Alger met 40.000 plaatsen staat in Douéra.